# Inuktun
 (février 2022).
La mise en forme du texte ne suit pas les recommandations de Wikipédia : il faut le « wikifier ».
Les points d'amélioration suivants sont les cas les plus fréquents. Le détail des points à revoir est peut-être précisé sur la page de discussion.
- Les titres sont pré-formatés par le logiciel. Ils ne sont ni en capitales, ni en gras.
- Le texte ne doit pas être écrit en capitales (les noms de famille non plus), ni en gras, ni en italique, ni en « petit »…
- Le gras n'est utilisé que pour surligner le titre de l'article dans l'introduction, une seule fois.
- L'italique est rarement utilisé : mots en langue étrangère, titres d'œuvres, noms de bateaux, etc.
- Les citations ne sont pas en italique mais en corps de texte normal. Elles sont entourées par des guillemets français : « et ».
- Les listes à puces sont à éviter, des paragraphes rédigés étant largement préférés. Les tableaux sont à réserver à la présentation de données structurées (résultats, etc.).
- Les appels de note de bas de page (petits chiffres en exposant, introduits par l'outil «  Source ») sont à placer entre la fin de phrase et le point final[comme ça].
- Les liens internes (vers d'autres articles de Wikipédia) sont à choisir avec parcimonie. Créez des liens vers des articles approfondissant le sujet. Les termes génériques sans rapport avec le sujet sont à éviter, ainsi que les répétitions de liens vers un même terme.
- Les liens externes sont à placer uniquement dans une section « Liens externes », à la fin de l'article. Ces liens sont à choisir avec parcimonie suivant les règles définies. Si un lien sert de source à l'article, son insertion dans le texte est à faire par les notes de bas de page.
- La présentation des références doit suivre les conventions bibliographiques. Il est recommandé d'utiliser les modèles {{Ouvrage}}, {{Chapitre}}, {{Article}}, {{Lien web}} et/ou {{Bibliographie}}. Le mode d'édition visuel peut mettre en forme automatiquement les références.
- Insérer une infobox (cadre d'informations à droite) n'est pas obligatoire pour parachever la mise en page.

Pour une aide détaillée, merci de consulter Aide:Wikification.
Si vous pensez que ces points ont été résolus, vous pouvez retirer ce bandeau et améliorer la mise en forme d'un autre article.
L'inuktun (en groenlandais : avanersuarmiutut ; en danois : nordgrønlandsk, polarinuitisk, thulesproget) est une langue parlée par environ mille Inughuit, habitant les colonies les plus septentrionales du monde à Qaanaaq et dans les villages environnants du nord-ouest du Groenland.
Tous les locuteurs de l'inuktun parlent également le groenlandais standard et beaucoup parlent le danois et quelques-uns l'anglais. En plus de la ville de Qaanaaq, l'inuktun est parlé dans les villages de Muriuhaq, Hiurapaluk, Qikiqtat, Qikiqtarhuaq et Havighivik.
La langue a été décrite pour la première fois par les explorateurs Knud Rasmussen et Peter Freuchen qui ont parcouru le nord du Groenland au début du XXe siècle et ont établi un poste de commerce à Dundas en 1910. Bien que l'inuktun n'ait pas sa propre orthographe et ne soit pas enseigné dans les écoles, la plupart des habitants de Qaanaaq et des villages environnants utilisent l'inuktun dans leurs communications quotidiennes.
L'inuktun est une langue eskimo-aléoute et dialectologiquement, elle se situe entre le groenlandais et l'inuktitut canadien, l'inuvialuktun ou l'inuinnaqtun. Les Inughuit ont été les derniers à passer du Canada au Groenland et sont peut-être arrivés tardivement, au XVIIIe siècle. La langue diffère du groenlandais en remplaçant le son /s/ par le son /h/, souvent prononcé [ç]. L'inuktun permet plus de combinaisons de consonnes que le groenlandais et présente quelques différences grammaticales et lexicales mineures.

## Phonologie

### Voyelles
|         | Antérieure | Centrale | Postérieure |
| ------- | ---------- | -------- | ----------- |
| Fermée  | i          |          | u           |
| Ouverte |            | a        |             |

### Consonnes
La consonne /tˢ/ est écrite ‹ ts ›.
|           | Labiale | Alvéolaire | Palatale | Vélaire  | Uvulaire  | Glottale |
| --------- | ------- | ---------- | -------- | -------- | --------- | -------- |
| Nasale    | m       | n          |          | ŋ        | ɴ ‹ rng › |          |
| Occlusive | p       | t          |          | k        | q         |          |
| Fricative | v       | s ‹ ss ›   |          | ɣ ‹ gh › |           | h        |
| Spirante  |         | l          | j        |          | ʁ ‹ rh ›  |          |